# Tadeusz Wieczorek (historyk wychowania)
Tadeusz Wieczorek (ur. 2 sierpnia 1934, zm. 27 lutego 2025) – polski pedagog i historyk wychowania, profesor SGGW. W latach 1976–1982 pełnił funkcję dyrektora Instytutu Oświaty Rolniczej, a w latach 1986–1987 funkcję podsekretarza stanu w Ministerstwie Oświaty i Wychowania. Zajmował się pedagogiką rolniczą, historią oświaty rolniczej oraz dydaktyką szkoły wyższej.
Pochowany na cmentarzu Bródnowskim w Warszawie (kwatera 30E-5-2).

## Ważniejsze prace
- Oświatowa funkcja przysposobienia rolniczego (1966)
- Geneza przysposobienia rolniczego w Polsce (1969)
- Historia wychowania i myśli pedagogicznej (1969)
- Historia szkół rolniczych w Polsce (1969)
- Kształcenie rolnicze w Polsce Ludowej (1972)
- Kształcenie i dokształcanie nauczycieli szkół rolniczych (1980)